# Трасем
Трасем (њем. Trassem) општина је у њемачкој савезној држави Рајна-Палатинат. Једно је од 103 општинска средишта округа Трир-Сарбург. Према процјени из 2010. у општини је живјело 1.188 становника. Посједује регионалну шифру (AGS) 7235136.

## Географски и демографски подаци
Трасем се налази у савезној држави Рајна-Палатинат у округу Трир-Сарбург. Општина се налази на надморској висини од 180 метара. Површина општине износи 7,5 km². У самом мјесту је, према процјени из 2010. године, живјело 1.188 становника. Просјечна густина становништва износи 158 становника/km².